# Temiscura

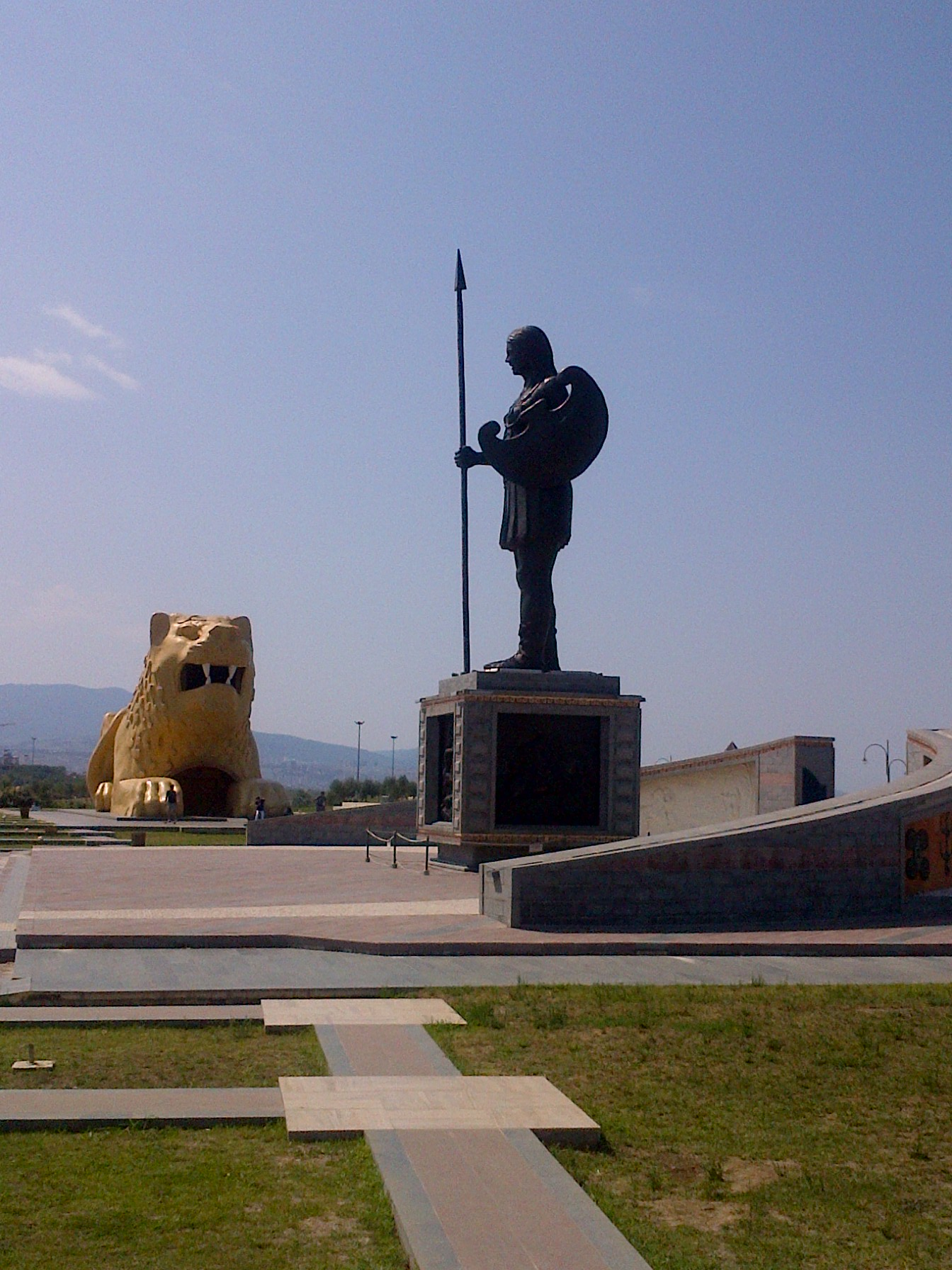
Monument a les Amazones en Samsun.

Temiscura (també Temiscira, Temiskira, grec Θεμίσκυρα, Themiskyra) fou una plana del nord del Pont, prop de la boca dels rius Iris i Thermodon. La mitologia descriu aquesta regió com el lloc originari de les Amazones.
Una ciutat de nom Temiscura, prop de la costa, a la boca del Thermodon, és esmentada per Heròdot. Tolomeu la situa més a l'oest, però sembla clar que es tracta d'un error. Scylax diu que era una ciutat grega però Diodor de Sicília diu que fou construïda pel fundador del mític regne de les Amazones. Va pertànyer al rei Mitridates VI Eupator del Pont; quant aquest rei es va retirar de Cízic els romans de Lucul·le van assetjar Temiscura, que es va defensar aferrissadament però degué ser conquerida i destruïda perquè Pomponi Mela diu que estava destruïda al seu temps i Estrabó ja no l'esmenta.
Actualment no hi ha cap ruina, però sembla que podria estar situada prop de la moderna Terme, província de Samsun, a 58 km de la ciutat de Samsun.